# Велико Ропотово
Велико Ропотово (алб. Ropotovë e Madhe или Ropotova e Madhe) је насеље у општини Косовска Каменица на Косову и Метохији. По законима самопроглашене Републике Косово насеље се налази у саставу општине Ранилуг. Атар насеља се налази на територији катастарске општине Велико Ропотово површине 753 ha.
Овде се налазе Црква Светих Архангела у Великом Ропотову и Основна школа Трајко Перић (Велико Ропотово).

## Порекло становништва по родовима
Ропотово се помиње 1530. године. Данас у непосредној близини постоје два села под именом Ропотово: Големо и Мало. Најстарији родови приликом досељавања око 1750. године нису овде затекли село. Село је расло прираштајем и досељавањем.
Подаци из 1929:
- Марделићи (12 кућа, слава Св. Арханђео), досељени око 1750. године из Реткоцера код Медвеђе. Од овог рода се у криворечка села иселило око 1830. године и то: у Босце 3, у Беривојце 2, у Мочаре 1, и у Глоговце 2 куће, а око 1890. године се иселиле 4 куће у Двродељ код Лесковца.
- Паунићи (10 к., Св. Петка). Пореклом Лингури, Власи из Румуније, а овде досељени после Марделића као мечкари из кумановског краја. Од њих је 1 кућа исељена у Северну Србију.
- Ђечковићи или Стошићи (8 к., Св. Никола), досељени око 1790. године из Велике Хоче у Метохији, због албанске освете. Прво су се настанили у Кололечу, па пређу у Братиловце и нешто доцније се настанили у Ропотову.
- Милићи (5 к., Св. Никола), досељени кад и Ђечкови из Велике Хоче у Метохији. Њихове се три куће око 1890. године иселиле у Србију.
- Митковићи (1 к., Св. Петка). Старином су из Шумадије; живели су у вучитрнском крају, одакле су од албанске освете, пребегли у Церницу код Гњилана. У Ропотово су досељени око 1810. године.
- Врањци (2 к., Св. Никола), досељени из врањског округа око 1830. године. Њихове се 3 куће око 1890. године иселиле у Србију.
- Огњановци (3 к., Св. Никола), пресељени из Прилепнице око 1830. године.
- Качари (2 k., Св. Ђорђе), досељени из Качаника око 1830. године.
- Касаповићи (1 к., Св. Јован), пресељени из Добрчана око 1830. године. Старином су из Варшарице расељеног села код Кметовца. Као и њихови сродници у Малом Ропотову.
- Китановићи (Св. Никола)
- Говедаровићи (2 к., Св. Мина), пресељени из Ранилуга од истоименог рода око 1870. године као пасторци код Огњановаца.
- Перчинковић (1 к., Св. Ђорђе Алимпије), досељен 1882. године из Башиног Села код Велеса у Македонији, и до 1922. године живео у Гњилану. У Ропотово досељен као бакалин.

## Демографија
Насеље има српску етничку већину.
Број становника на пописима:
- попис становништва 1948. године: 560
- попис становништва 1953. године: 620
- попис становништва 1961. године: 722
- попис становништва 1971. године: 796
- попис становништва 1981. године: 770
- попис становништва 1991. године: 829

## Национални састав

### Попис2011.
| Попис 2011.‍ | Попис 2011.‍ | Попис 2011.‍ | Попис 2011.‍ | Попис 2011.‍ |
| ----------- | ----------- | ----------- | ----------- | ----------- |
|             |             |             |             |             |
| Срби        | Срби        |             | 547         | 86,28%      |
| Албанци     | Албанци     |             | 87          | 13,72%      |
| укупно: 634 |             |             |             |             |

### Попис1981.
| Попис 1981.‍ | Попис 1981.‍ | Попис 1981.‍ | Попис 1981.‍ | Попис 1981.‍ |
| ----------- | ----------- | ----------- | ----------- | ----------- |
|             |             |             |             |             |
| Срби        | Срби        |             | 695         | 90,25%      |
| Албанци     | Албанци     |             | 68          | 8,83%       |
| Хрвати      | Хрвати      |             | 1           | 0,12%       |
| остали      | остали      |             | 6           | 0,77%       |
| укупно: 770 |             |             |             |             |

### Попис1971.
| Попис 1971.‍ | Попис 1971.‍ | Попис 1971.‍ | Попис 1971.‍ | Попис 1971.‍ |
| ----------- | ----------- | ----------- | ----------- | ----------- |
|             |             |             |             |             |
| Срби        | Срби        |             | 716         | 89,94%      |
| Албанци     | Албанци     |             | 75          | 9,42%       |
| Црногорци   | Црногорци   |             | 2           | 0,25%       |
| Словенци    | Словенци    |             | 1           | 0,12%       |
| остали      | остали      |             | 2           | 0,25%       |
| укупно: 796 |             |             |             |             |

### Попис1961.
| Попис 1961.‍ | Попис 1961.‍ | Попис 1961.‍ | Попис 1961.‍ | Попис 1961.‍ |
| ----------- | ----------- | ----------- | ----------- | ----------- |
|             |             |             |             |             |
| Срби        | Срби        |             | 673         | 93,21%      |
| Албанци     | Албанци     |             | 45          | 6,23%       |
| Црногорци   | Црногорци   |             | 3           | 0,41%       |
| Муслимани   | Муслимани   |             | 1           | 0,13%       |
| укупно: 722 |             |             |             |             |